# Кръгла маса (Полша)
Кръглата маса (на полски: Okrągły stół) – преговори, водени от 6 февруари до 5 април 1989 г. от представители на официалната власт в Полската народна република, на опозицията, формирана около Независимия профсъюз „Солидарност“ и на църковните институции. Едно от най-важните събития в новата история на Полша, с което започват политическите промени в страната, включително частично свободните избори за Сейм.

## Исторически контекст
Политиката на Михаил Горбачов в СССР дава основание на полските власти да мислят за самостоятелно разрешение на вътрешнополитическите проблеми в страната. При ситуация на нарастващо социално напрежение и активни стачни действия в страната в периода между август 1988 г. и февруари 1989 г. се провеждат поредица от срещи между министъра на вътрешните работи, Чеслав Кишчак, и водача на „Солидарност“, Лех Валенса. Проектът за преговори относно политически промени в страната се поддържа и от Полския епископат.
Представителите на „Солидарност“ настояват за повторната легализация на независимия профсъюз „Солидарност“ като ключово условие за започване на преговори. Това искане предизвиква сериозни вътрешни дебати сред членовете на ПОРП. По време на Х пленум на партията четирима членове на политическото бюро (Войчех Ярузелски, Ч. Кишчак, Мечислав Раковски и Ф. Шивицки) заплашват да подадат оставка и така получават подкрепа за проекта за политически и профсъюзен плурализъм.
За авторитета на опозицията важно значение има телевизионния дебат между Лех Валенса и председателя на Общополското обединение на профсъюзите Алфред Мьодович. Именно на него представителят на „Солидарност“ се утвърждава като умел политик и успешен опонент на комунистическата пропаганда.

## Преговорите
Условията за провеждане на кръглата маса се уточняват на поредица от работни срещи между Валенса и Кишчак, в които участват и експерти в Магдаленка близо до Варшава.
Заседанията около кръглата маса се провеждат в периода 6 февруари до 4 април 1989 г. в сградата на днешния Президентски дворец във Варшава. Включват се общо 54 души, представители на официалната власт и на опозицията. Трябва да се отбележи, че са ангажирани единствено дейци на „Солидарност“, което предизвиква протести от страна на Конфедерацията за независима Полша и Независимото сдружение на студентите. От страна на полския епископат се включват Бронислав Дембовски и Алоизи Оршулик.
Организират се три екипа, които се занимават с профсъюзния плурализъм, икономиката и социалната политика, въпроса за провеждане на политически промени в страната. Когато преговорите достигат до безизходна ситуация и е необходимо постигане на компромис на високо равнище, разговорите отново се пренасят в Магдаленка. Сред участниците в тези срещи от страна на правителството Станислав Чосек, Чеслав Кишчак, Александър Квашневски, а като представители на „Солидарност“ – Лех Валенса, Бронислав Геремек, Лех Качински, Яцек Курон, Тадеуш Мазовецки, Адам Михник.

## Решения
В резултат от преговорите се взема решение да се разпусне преждевременно действащият Сейм. Планират се частично свободни избори, които трябва да се проведат в началото на юни. Възстановена е президентската длъжност, както и Сенатът. Предвижда се 65% от местата в Сейма да бъдат заети от представители на ПОРП, а останалите, както и всички сенаторски позиции да се разпределят посредством демократични избори. Двете камари трябва да излъчат президент и да работят върху проекта за нова конституция.
На 17 април 1989 г. с решение на Областния съд във Варшава се осъществява формалната повторна регистрация на независимия профсъюз „Солидарност“. Възстановен е седмичникът под същото название, а се създават и други печатни медии, свързани с опозицията, сред които „Газета Виборча“ под редакцията на Адам Михник. 
Кръглата маса се превръща в модел за провеждане на безкръвни политически реформи, който се възприема и от други държави в Източния блок. За представителите на властта тя не означава промяна на политическия режим, а опит за постигане на компромис и изчистване на международния имидж на страната. За опозицията резултатите от преговорите означават провеждане на политически, икономически и обществени реформи, които да залегнат в основата на бъдещи, по-дълбоки промени.